# Nortia fuscata
Nortia fuscata är en skalbaggsart som beskrevs av Holzschuh 2005. Nortia fuscata ingår i släktet Nortia och familjen långhorningar.
Artens utbredningsområde är Nepal. Inga underarter finns listade i Catalogue of Life.